# KOMPSAT-1
KOMPSAT-1 (acronyme de KOrean Multi-Purpose SATellite-1), appelé aussi Arirang-1 (en coréen : 아리랑 1호), est le premier satellite d'observation de la Terre sud-coréen. Il dispose d'une caméra moyenne résolution de 6,6 mètres pour cartographier le pays et une caméra multi-spectrale à faible résolution pour l'observation des océans. Il est placé en orbite en 1999 et sa mission s'achève le 31 janvier 2008.

## Historique
La Corée du Sud lance en 1995 son programme national de satellites d'observation de la Terre, KOMPSAT. L'objectif est fournir des services pour différentes applications de télédétection telles que la réalisation d'un système d'information géographique national, le contrôle de ses ressources agricoles et le suivi des désastres naturels. KOMPSAT-1 est le premier satellite du programme. Il est développé par l'Institut coréen de recherche aérospatiale (agence spatiale de la Corée du Sud) et par la société américaine TRW, qui fournit la plate-forme. KOMPSAT-1 est placé en orbite le 21 décembre 1999 par un lanceur américain Taurus qui décolle de la base de lancement de Vandenberg. L'agence spatiale coréenne met fin à la mission le 31 janvier 2008 après avoir perdu le contact avec le satellite à compter du 20 décembre 2007. Le satellite qui a une durée de vie minimale de 3 ans fonctionne durant 8 ans.

## Caractéristiques techniques du satellite
Le satellite KOMPSAT-1 utilise une plate-forme T200B de la société TRW. Sa masse est de 510 kilogrammes. De forme cylindrique, il est haut de 2,33 mètres pour un diamètre de 1,33 mètre. Le satellite est stabilisé sur 3 axes. Son orientation est déterminée à l'aide de viseurs d'étoiles, de capteurs solaires, de gyroscopes et d'une centrale à inertie. Les changements d'orientation sont réalisés à l'aide de roues de réaction et de magnéto-coupleurs. Une propulsion monergol utilisant de l'hydrazine (73 kg embarqués) en mode pression variable est utilisée pour désaturer les roues de réaction et modifier l'orbite. L'énergie est fournie par deux ensembles de panneaux solaires déployés en orbite. Ceux-ci utilisent des cellules photovoltaïques à l'arséniure de gallium qui produisent 630 watts (500 watts en fin de vie). La capacité de stockage des données à bord est de 9 gigabits. Les données sont transmises en bande S et en bande X avec une débit de 2 kilobits/s sur la liaison montante et de 45 mégabits/s sur la liaison descendante. La durée de vie est de 3 ans minimum.

## Orbite
KOMPSAT-1 décrit une orbite héliosynchrone quasi circulaire avec les paramètres :	
- Altitude d'opération : 685 km.
- Inclinaison : 98,13°
- Période de révolution : 98,46 minutes.
- Cycle orbital : 28 jours.
- Heure de passage au nœud ascendant : 10 h 50

## Charge utile

### Caméra EOC
EOC (Electro-Optical Camera) est une caméra qui prend des images panchromatiques (510-730 nm) avec une résolution spatiale de 6,6 m au nadir et une bande large de 17 km. Le satellite peut être pointé latéralement en s'écartant ± 45° de la verticale ce qui permet d'étendre la région photographiée. L'instrument qui pèse 35 kg consomme 36 watts. La caméra est utilisée pour cartographier la Corée à l'échelle 1/25 000.

### Caméra OSMI
OSMI (Ocean Scanning Multispectral Imager) est une caméra fournissant des images de l'océan à faible résolution spatiale (1 km) dans 6 bandes spectrales comprises dans les fréquences 400-900 nm (lumière visible et proche infrarouge). La bande large fait 800 km de large. Les bandes spectrales peuvent être définies de manière dynamique. L'instrument a une masse de 30 kg et consomme 30 watts.

### Suite instrumentale SPS
La suite instrumentale SPS (Space Physics Sensor) est composée de deux instruments :
Le détecteur de particules à haute énergie (HEPD - High Energy Particle Detector) est un instrument mesurant la densité et la température des électrons. L'objectif de l'instrument est de préciser les caractéristiques des particules à haute énergie en orbite terrestre basse.
Le senseur de mesure de l'ionosphère (IMS - Ionosphere Measurement Sensor) est un instrument qui mesure in situ les caractéristiques des électrons dans l'ionosphère.